# Yūki Ōtsu
Yūki Ōtsu (大津 祐樹 Ōtsu Yūki?,  Mito, Prefectura de Ibaraki, Japón, 24 de marzo de 1990) es un exfutbolista japonés que jugaba como centrocampista.

## Trayectoria

### Borussia Mönchengladbach
El 21 de julio de 2011 firmó por el equipo de la Bundesliga alemana Borussia Mönchengladbach en un contrato de tres años. Hizo su debut en la liga el 22 de octubre, ingresando en reemplazo de Mike Hanke, en una derrota por 1-0 contra el 1899 Hoffenheim.

### VVV-Venlo
Después de haber perdido la perspectiva con el Borussia Mönchengladbach firmó con el VVV-Venlo el 31 de agosto de 2012, hasta el verano de 2014. Se suponía que iba hacer el sucesor de su compatriota Keisuke Honda que había impresionado y conseguido una transferencia al A. C. Milan a mitad de la temporada anterior. Sin embargo, el 15 de diciembre de 2013 sufrió una grave lesión. Después de un largo tiempo de rehabilitación volvió de nuevo con el equipo extendiendo su contrato hasta el verano de 2015.

### Selección nacional
Tuvo su debut jugando para Japón el 6 de febrero de 2013 en un partido amistoso contra Lituania en un partido que ganarían los japoneses por 3 a 0, su seleccionador Alberto Zaccheroni decidió su ingreso en el minuto 81 en reemplazo de Shinji Okazaki.

### Selección sub-23
En julio de 2012 fue incluido en la lista de 18 jugadores que representaron a Japón en el Torneo de Fútbol Masculino de los Juegos Olímpicos de Londres 2012.

## Clubes
| Club                     | País         | Año       |
| ------------------------ | ------------ | --------- |
| Kashiwa Reysol           | Japón        | 2008-2011 |
| Borussia Mönchengladbach | Alemania     | 2011-2012 |
| VVV-Venlo                | Países Bajos | 2012-2014 |
| Kashiwa Reysol           | Japón        | 2015-2017 |
| Yokohama F. Marinos      | Japón        | 2018-2020 |
| Júbilo Iwata             | Japón        | 2021-2023 |

### Estadísticas
Estadísticas actualizadas al 9 de marzo de 2013
| Kashiwa Reysol Japón                                                                 | 1.ª           | 2008          | 14 | 0 | 5  | 0 | - | - | 19  | 0  |
| Kashiwa Reysol Japón                                                                 | 1.ª           | 2009          | 33 | 6 | 6  | 2 | - | - | 39  | 8  |
| Kashiwa Reysol Japón                                                                 | 1.ª           | 2010          | 9  | 1 | 1  | 0 | - | - | 10  | 1  |
| Kashiwa Reysol Japón                                                                 | 1.ª           | 2011          | 10 | 0 | 1  | 0 | - | - | 11  | 0  |
| Kashiwa Reysol Japón                                                                 | Total club    | Total club    | 66 | 7 | 13 | 2 | - | - | 79  | 9  |
| Borussia Mönchengladbach · Alemania                                                  | 1.ª           | 2011-12       | 3  | 0 | 1  | 0 | - | - | 4   | 0  |
| Borussia Mönchengladbach · Alemania                                                  | Total club    | Total club    | 3  | 0 | 1  | 0 | - | - | 4   | 0  |
| VVV-Venlo · Países Bajos                                                             | 1.ª           | 2012-13       | 18 | 1 | 1  | 0 | - | - | 19  | 1  |
| VVV-Venlo · Países Bajos                                                             | Total club    | Total club    | 18 | 1 | 1  | 0 | - | - | 19  | 1  |
| Total carrera                                                                        | Total carrera | Total carrera | 92 | 8 | 10 | 2 | - | - | 102 | 10 |
| (1)Incluye datos de la Copa del Emperador; la Copa J. League; la DFB-Pokal (2011/12) |               |               |    |   |    |   |   |   |     |    |

## Palmarés

### Títulos nacionales
| Título    | Club                | País  | Año  |
| --------- | ------------------- | ----- | ---- |
| J1 League | Yokohama F. Marinos | Japón | 2019 |